# Yves d’Alègre

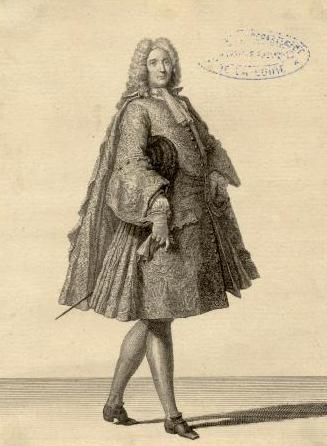
Yves d’Alègre, Marschall von Frankreich

Yves d’Alègre (* 1653; † 3. März 1733), Titularprinz von Orange, Marquis de Tourzel und Herr von Montague, Saint-Flour-le-Chatel, von Aurouze und Aubusson, Graf von Flageac, Marschall von Frankreich im Jahre 1724, stammte aus einem Adelsgeschlecht der Auvergne.
Er nahm an allen Kriegen des französischen Sonnenkönigs Ludwig XIV. teil: Holländischer Krieg, Pfälzischer Erbfolgekrieg und Spanischer Erbfolgekrieg. Als Colonel und Kommandant der Königlichen Dragoner von Mai 1679 bis April 1693 war er bei der Belagerung von Limburg, Condé, Valenciennes, Cambrai und Luxemburg beteiligt. In der Schlacht bei Steenkerke trug er einen Armbruch durch Gewehrfeuer davon. Bei der Schlacht von Nijmegen wurde er von den Engländern gefangen genommen.
Später nahm er an der Schlacht bei Walcourt 1689 teil und wurde im März 1690 zum Brigadier des armées du roi befördert. Im Juli des gleichen Jahres war er an der Schlacht bei Fleurus beteiligt. 1693 wurde er zum Maréchal de camp, befördert. 1702 avancierte Yves d’Alègre zum Lieutenant-général. Im Jahre 1703 war er Festungskommandant bei der Belagerung von  Bonn.
Im Jahr 1706 wurde er Gouverneur von St. Omer, Generalleutnant des Languedoc 1707 und schließlich Gouverneur von Metz im Jahre 1723. Den Höhepunkt seiner militärischen Karriere bildete die Ernennung zum Marschall von Frankreich im Jahr 1724.
Unter seinen Kindern stach als Hofdame hervor seine jüngste Tochter Marie-Marguerite-Élisabeth de Rupelmonde, die mit Voltaire befreundet war, und unter seinen Schwiegersöhnen Jean-Baptiste Desmarets, ebenfalls ein Marschall von Frankreich. 